# Bryobia spica
Bryobia spica är en spindeldjursart som beskrevs av Pritchard och Hartford Hammond Keifer 1958. Bryobia spica ingår i släktet Bryobia och familjen Tetranychidae. Inga underarter finns listade.